# 歌曲

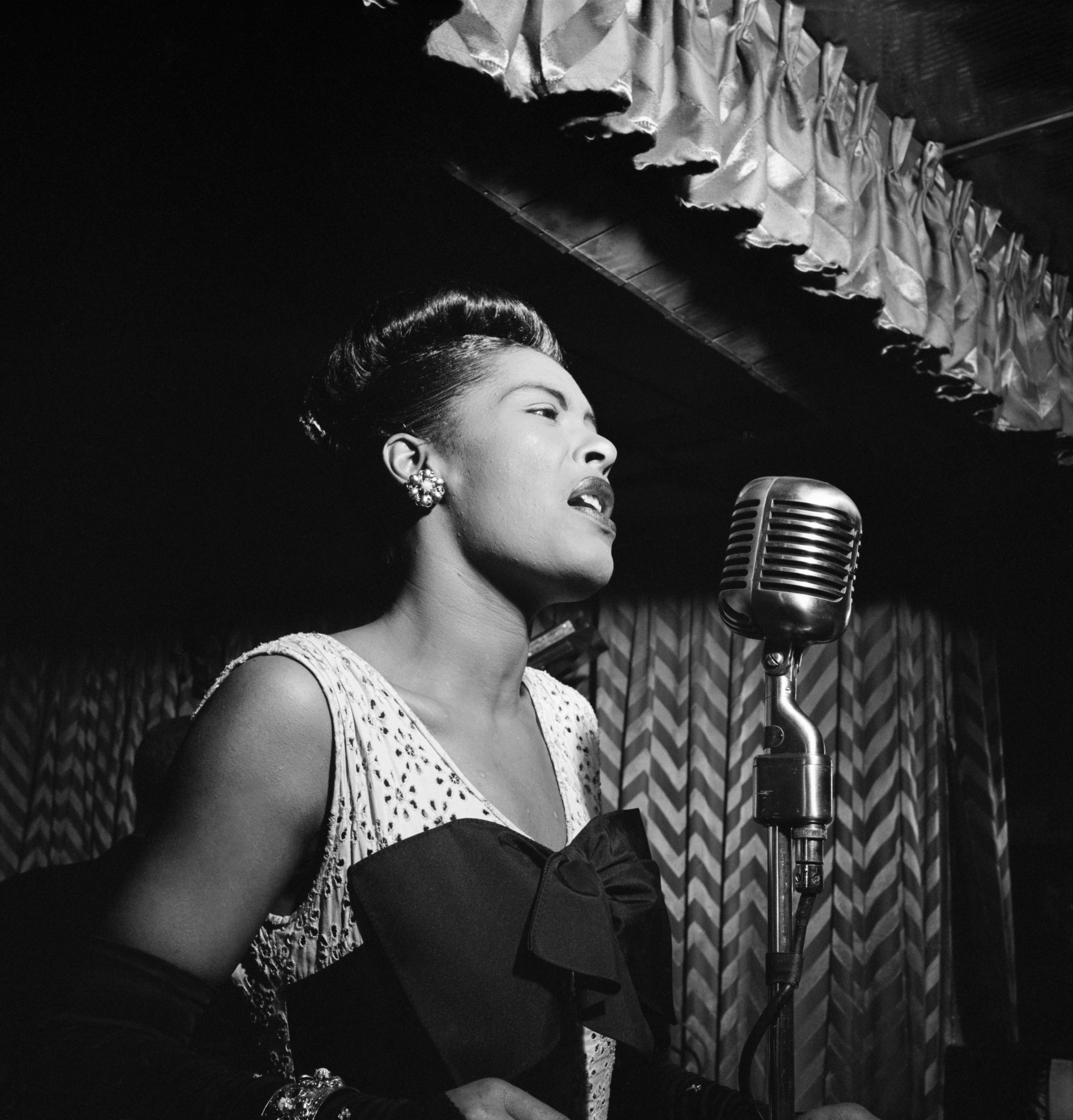
美國爵士歌手比莉·荷莉戴1947年在紐約的演唱

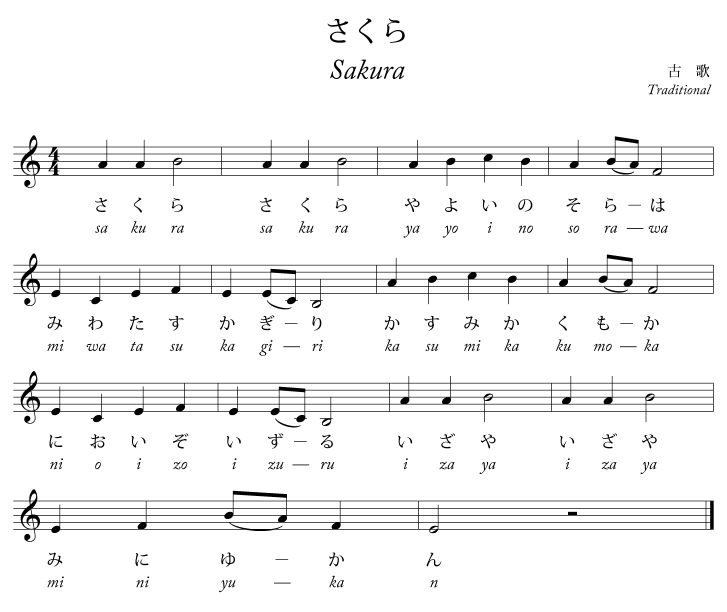
歌曲常以不同形式的樂譜顯示，圖為《樱花》的歌譜，當中以五線譜顯示

歌曲是一种简单且常见的声乐形式，通常是诗歌般的歌词配以简单易记的旋律而成，有的时候也会搭配以适当的面部表情。歌曲可以泛指一切可以歌唱的、配以歌词与旋律组合的事物，而狭义层面则指存在于人类文明中的某一类诗歌歌词，通过简单的音乐与文字组合而形成的表现形式。
歌詞是指特別編寫，配合音樂演唱的文字。有時會針對一些現有的詩歌，編寫適合的曲，這稱為藝術歌曲。有些歌曲會用相同的音高演唱，沒有明顯的高低起伏，這稱為chant。有些歌是由簡單的結構組成，一般聽了幾次就會唱，歌曲也是依此方式在民間流傳，這稱為當代民謠音樂。有些歌曲是由專業歌手在演唱會上演唱，或是錄製專輯，依此推向大眾市場，這稱為流行音乐。流行音乐一般會有強烈的吸引力，會是專業的作詞作曲者以及編曲者所編寫。藝術歌曲則是由古典音樂的作詞作曲者所創作，在音樂會或是獨唱會上演唱。歌曲可以現場演唱，也可以錄製錄音或錄影（有些也可能在現場演唱時同時錄音或錄影）。歌曲可以出現在戲劇、音樂劇、舞台表演、歌劇、電影或是電視節目中。
歌曲音乐的旋律非常广泛，此类音乐与表达不同情感的歌词合为整体，便可以达到所需的表达效果。旋律与歌词在结构上也较为相似，他们都包含了相同的结构，例如诗节或诗篇，通常还有副歌和合唱。
歌曲根据其类型、内容以及其它表演标准可分为许多类型，并可以由歌手或者合唱团进行表演。歌曲一般均有乐器伴奏，但也可以无伴奏，没有乐器伴奏的形式包括无伴奏合唱等。
歌曲可以由一个人独唱，也可以多人齐唱，或多人多声部重唱（如二重唱）或合唱。一般來說，有曲无词称为“曲”，有曲有词才称为“歌”。不過考慮較廣義的用法，“歌”也可以用來指器樂，例如孟德爾頌在19世紀為鋼琴獨奏所寫的《無言歌》。

## 历史背景
歌曲是一种古老的表达形式，因为它具有诗歌的某些成分，而诗歌又是组成史诗、歌剧等艺术形式的重要部分，因此歌曲和这些艺术形式不能互相分离，另一方面歌曲至今都与诗歌等联系很紧密。由於记载各类歌曲的文献大多都已丢失，因此对于歌曲历史的研究并不充足。通过与一些流传下的文献资料与现今存在于某些民族风俗中流传的民歌进行对比研究，學者可以解密在这些歌曲背后的部分故事，至少可以对这些歌曲有一个大致的了解。
早期的歌曲并不具有现在歌曲所拥有的美学特点，而是服务于各类仪式，满足最基本的实际需求即可。随着时间的推移，歌曲的美学元素被得到重视，并使得歌曲的创作逐渐变成了一种艺术工作。最原始的歌曲，其内容与宗教有有着密切的关系，但这些歌曲的创作动机已经很难追溯。一些原始部落的圣歌仅仅包含两三句歌词，在演唱的时候歌词不断被重复，并且重复的过程中带着一些细微的改变。原始的歌曲一般都是以合唱的形式表现出来，且并不需要艺术家对这些歌曲进行美学修饰，因为歌词才是这些歌曲最重要的部分，但与今天的歌曲相比，那时的歌词依旧显得非常简单。

## 不同社会群体的歌曲
不同的社会阶层（例如农民、贵族、劳动者等）都有自己的歌曲，而不同的时代也有着不一样的歌曲类型，例如中世纪歌曲、现代流行歌曲等。中世纪歌曲反映的是封建领主的思想，表达了那个时期男女之间的关系，也表现了不同社会阶层之间的关系。19世纪晚期到20世纪初期的俄国民间音乐描绘了贫穷与富裕的生活场面、不平等的社会关系，人物包括梦想无法得以实现的女孩或者是令人可怜的新郎等，整个主题也被称作“残酷的浪漫曲”（参见浪漫曲）。
农民的歌曲主要反映了农业发展的历史，一些在特定仪式演唱的歌曲（例如求雨等）也从另一方面反映了农业技术的原始与落后。例如乌克兰的一些歌曲表达了农奴制的生活场景，并且描绘了农民解放的图景，这些歌主要是以农场的雇农为中心的。
强制性的军役以及各类战争促生了所谓的征兵歌曲以及士兵歌曲。征兵歌曲的内容大多是适龄的青年被迫离开自己的家庭、伴侣而来到前线做一名士兵打仗。这些征兵的歌曲没有涉及“对祖国、对领导者（如沙皇）效忠”等主题，恰恰相反，服军役在这些歌曲中被描述为可怕而凶残的行为。士兵歌曲则具有一定的历史性，因为每一首军歌都与一段对应的历史相关联，其内容大多具有讽刺意味，例如讲述失败的将军或将领，以及士兵的重负等。
农民群体中还有一类歌曲是以掠夺者为题材的，这些歌曲的创作动机大多是生活的艰辛以及对更好的生活的渴望，其中的一些歌曲反映了农民运动带来的欣喜。这些歌曲中有的刻画了一个理想的强盗形象——行侠仗义、劫富济贫、鼓励穷人发动起义改变自己的生活（类似于罗宾汉等人物），但也有很多歌讲述了这些强盗的最终命运——绳环（象征着吊死）以及尖利的斧子（象征着断头），这样的情节是因为当时的农民起义大多数都已失败告终。

## 生活歌曲
每一个生活群体都有其自己最喜欢的歌曲，这些歌曲反映了他们的兴趣和志向。这些歌曲存在于日常生活中，且处于非常稳定的状态。生活歌曲可以在许多场合被演唱：例如在工作时、在编织时、在庆祝盛大的节日时、跳圆舞、游戏、婚礼上舞蹈、葬礼上送行逝者时、酒吧、餐厅以及家中等。根据条件以及场合的不同，生活歌曲可以通过合唱的形式表演，也可以是独唱的形式，例如如果是游戏的场合，那么以合唱为常，而涉及爱情话题的歌曲则多为独唱形式。歌手的分类则更加的多样化，可以是成人或者是儿童，某些歌曲还会有特定性别的人来进行演唱，例如摇篮曲、葬礼上的悲叹曲等，通常都会由女性进行演唱。

## 依歌曲的產生方式區分

### 民間音樂
民間音樂（民謠）是民间流行的歌曲，作者一般佚名（或屬於公有领域），歌词通俗，歌唱人民自己关心或身边發生的事，以反映时代情况。民謠音樂早期多半是口耳相傳，現在的民謠音樂也會用音樂記譜法記錄，是民族或是文化身份认同的一部份。幾乎每一個文化都會有其民謠音樂。
中国古代统治者经常派人搜集民歌，以了解民情，古代文献《诗经》就包含大量当时民歌的詞。民歌若反映人类共同的主题（如爱情），常能长期在民间传唱，并不断变化完善，因其曲调优美，被音乐家搜集改编，如王洛宾写作的许多新疆民歌。
德文中的民歌（Volkslied）一詞，約是在18世紀整理舊的民謠，撰寫新的歌曲時出現的。許多藝術歌曲或是流行歌曲若仍在傳唱，但大眾也漸漸忘記其作者，最後都會變成民謠音樂（或當代民謠音樂）。以定義上來看，民謠音樂或多或少是屬於公有领域，不過也有一些民謠音樂音樂人編寫有版權的原創民謠音樂，及錄製專輯。
民謠音樂包括流行抒情敘事歌（ballads）、搖籃曲、情歌、哀悼歌曲、舞曲、工作歌曲、仪式歌曲等。

### 艺术歌曲
1773年约翰·哥特弗雷德·赫尔德提出将严肃的歌曲称之为艺术歌曲（德语：Kunstlied），以区别于较不严肃的民歌（德语：Volkslied）。艺术歌曲是专门为演出而创作的，一般都会有钢琴做伴奏，也可以由其他的乐器（如弦乐器等）或乐团来进行伴奏，并且这类歌曲都有确切的乐谱。一般由音乐家写作，歌词多是著名诗人的诗歌，由音乐家根据诗词谱曲、配伴奏，19世纪以来西方的许多歌曲和歌剧就是这样制作的。也有一些地方曲谱采用民间流行的曲牌，诗人按照曲谱填词演唱，如中國宋代的词。艺术歌曲一般艺术性较高，由于多數用不同記譜法將歌曲记录，通常歌曲完成後都不會有变化，歌唱者依照词谱演唱，而歌唱者也需要针对演唱进行一定的声乐训练。歌曲偶爾可以以一部曲式表示，當中只包括一個或幾個樂句，可以表達一個相對完整的樂思，一般用以組成其他曲式中的一部分，但有時也可以自行成為一個完整的歌曲或樂曲；或是以聲樂套曲的形式，由多首樂曲共同組成統一主題。艺术歌曲通常对于国家认同而言是很重要的。
早期的艺术歌曲只要是在家中或者是在沙龙进行演奏，后来公众也可以在音乐会等处进行欣赏。艺术歌曲的概念主要存在于许多欧洲文化中，包括但不限于俄国、德国、意大利、法国、斯堪的纳维亚、葡萄牙和西班牙等，还包括在英语文化中的英国和美国艺术歌曲。欧洲之外的文化可能拥有自己的古典音乐传统，但并不代表其就一定拥有艺术歌曲。在欧洲艺术歌曲中，歌曲的伴奏被认作是歌曲创作中非常重要的一部分。

### 现代歌曲
现代歌曲由专门分工的词作家（作詞）和曲作家（作曲、編曲）共同完成，有时为特定的演员根据其演唱风格和能力定身写作，有时是为普及歌曲为群众齐唱写作。若是製作專輯及演唱會，還需要考慮使用的樂器，各個樂器演奏的旋律等內容。
现代歌曲的變化程度較大，許多普及的歌曲不需要专业歌手，一般人大家都能唱，但可能流行的寿命较短。同時期流行的曲風，習慣使用的歌詞文字也有所有不同。歌曲的風格樣式如同服装一样经常变化。因此，許多歌曲可能只在某特定時期流行，過一段時間後就不流行了。
流行音樂可以分為許多類，包括流行抒情敘事歌（ballads）、感傷情歌、谣曲、新異歌、頌歌、搖滾樂、藍調、靈魂樂、獨立音樂、饒舌等。

## 依歌曲的用途或演唱方式區分
- 國歌、國旗歌：國歌是政府正式承認，能代表該國家的樂曲，或是或在傳統上被國民使用來代該國家的樂曲。國旗歌是近現代國家歌頌國旗的愛國歌曲。
- 主題曲：是在電影、電視劇、動畫、話劇等作品中，用來代表作品的主要樂曲或歌曲。
- 校歌：是學校承認，代表學校的歌曲。
- 軍歌：是軍隊中軍隊遵循命令學習哼唱的歌，也可能是敘述戰爭、社會時局、主戰、反戰或作戰情緒的創作歌曲。
- 情歌：表達愛，被愛，隨戀愛結束而來的痛心，並這一切伴隨的經驗的歌曲。
- 驪歌：本指離別時所唱的歌，今則多指某幾首以驪歌為題，常在青年學子畢業時所唱的歌曲。
- 公益歌曲：具有慈善募款性質，或紀念特定災難事件的歌曲。
- 反戰歌曲：是表示對戰爭的抗議的歌曲。
- 兒歌：以兒童為主要對象的歌曲。
- 舞曲：用於跳舞時的伴奏的歌曲。
- 演歌：日本頗具代表性的傳統歌曲類別。
- 魯特琴歌：文藝復興中後期的音樂形式。可能由歌手演奏自己的魯特琴，也有可能一名歌手配合魯特琴彈奏者一起演出。
- 詼諧歌（英语：Patter song）：其特點是速度很快，是音樂喜劇中的滑稽歌曲。
- 山歌：是農民、牧民在山野、田間即興演唱的民歌。

## 歌曲和政治
歌曲可以抒發人的情感，引起其他人的共鳴，因此有其政治的意涵，也可能會受到政治因素的影響。
例如由中国共产党主导的中国现行政治体系中，即有定義与中国共产党紧密相关的红色歌曲，這類歌曲与“优良革命传统的继承与弘扬紧密地联系在一起”。亦是现行政治体系，褒扬、赞美的对象。
相對的，也有一些歌曲因為政治因素列為禁歌，例如台灣白色恐怖時期，有許多名曲被列為禁歌。當時像《媽媽請你也保重》的歌曲是臺獨及黨外勢力的精神歌曲之一，也曾因為在軍中想媽媽會「懷憂喪志」為由，曾列為禁歌。

## 延伸阅读
[在维基数据编辑]
 《欽定古今圖書集成·經濟彙編·樂律典·歌部》，出自陈梦雷《古今圖書集成》
- Marcello Sorce Keller (1984), "The Problem of Classification in Folksong Research: A Short History", Folklore XCV, no. 1, 100–104.
- Jean Nicolas De Surmont (2017), From Vocal Poetry to Song, Toward a Theory of Song Objects with a foreword by Geoff Stahl, Stuttgart, Ibidem.